# Capa de Malpighi

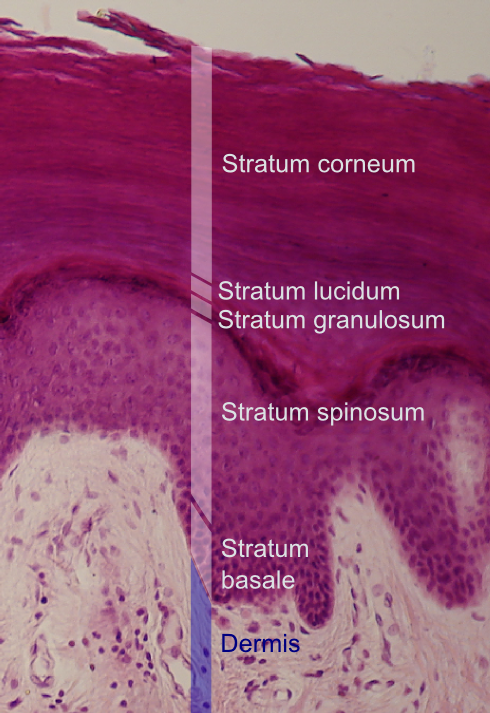
Imagen microscópica de la epidermis con sus diferentes capas

La capa de Malpighi, también llamada capa de Malpigio o stratum malpighi, es una capa de la piel. El término se utiliza habitualmente para definir el conjunto del estrato basal más el estrato espinoso de la epidermis, en algunos textos se emplea simplemente como sinónimo del estrato espinoso. Recibe su nombre en honor del anatomista y biólogo Marcello Malpighi (1628-1697), considerado el fundador de la histología. No debe confundirse con otras estructuras histológicas del mismo nombre, como los tubos de Malpighi, el corpúsculo renal (corpúsculo de Malpighi) y los nódulos linfáticos del bazo productores de linfocitos y células plasmáticas (cuerpos de Malpighi).